# 2011年のJリーグ ディビジョン1
- 日本プロサッカーリーグ  > Jリーグ ディビジョン1 > 2011年のJリーグ ディビジョン1
- 2011年のスポーツ  >  2011年のサッカー  >  2011年のJリーグ  > 2011年のJリーグ ディビジョン1

この項目では、2011年シーズンのJリーグ ディビジョン1（J1）について述べる。

## 概要
Jリーグとして19年目のシーズン。
レギュレーションにおいて特に大きな変更点は無かったものの、3月11日に発生した東北地方太平洋沖地震及び東京電力福島第一原子力発電所事故（以下、総称して「東日本大震災」と称する）のため、試合日程や試合開催時間の見直しなど、スケジュールに大きな変更が生じるなどした。

## スケジュール
各クラブ初戦は3月5日・6日のいずれかに行い、12月3日に終了する予定の全306戦（各節9戦×34節）。但し、A代表チームがコパ・アメリカ2011（7月1日 - 7月24日）に招待されていたため、後半開幕となる6月25日・26日の第18節が終わってから7月30日まで中断することになっていた。
しかし、東日本大震災のため第2-6節（3月11日-4月17日開催予定分）が中止・延期となり、この振替日程を確保する必要が生じたことなどの理由で日本サッカー協会がコパ・アメリカ2011への日本代表派遣を辞退。当初予定されていた中断期間に振替開催日を設定した。この第2-6節および第19節の6試合を2005年以来6年ぶりに「HOT6!」の名称を使用した。
鹿島、名古屋及び大阪の2クラブは、AFCチャンピオンズリーグ2011との並行でリーグ戦を戦った。

## 参加クラブ
2011年シーズンにJ1で戦うクラブは以下のクラブである。このうち柏、甲府及び福岡が前シーズンのJ2からの復帰クラブである。
- 浦和はさいたま市駒場スタジアムが改修工事のため本年度は使えず、さいたま市内での主管試合は全試合埼玉スタジアム2002で行う。
- 日本でFIFAクラブワールドカップ2011が行われるため、J1の優勝クラブは開催国枠として同大会出場権が与えられる予定であるが、AFCチャンピオンズリーグ2011で日本から出場する名古屋・G大阪・C大阪・鹿島のうちいずれかのクラブが制した場合はAFC枠優先によりそのクラブに与える。（なお2011年9月27日をもって、AFCチャンピオンズリーグ2011において日本のチームがすべて敗退したため、この処置は適用されず、2011年のJ1の優勝クラブが開催国枠で出場する。）

| チーム名           | 監督                     | 所在 都道府県 | ホームスタジアム                                          | 前年成績 |
| ------------------ | ------------------------ | ------------- | --------------------------------------------------------- | -------- |
| ベガルタ仙台       | 手倉森誠                 | 宮城県        | ユアテックスタジアム仙台 宮城スタジアム                   | J1 14位  |
| モンテディオ山形   | 小林伸二                 | 山形県        | NDソフトスタジアム山形                                    | J1 13位  |
| 鹿島アントラーズ   | オズワルド・オリヴェイラ | 茨城県        | 県立カシマサッカースタジアム                              | J1 4位   |
| 浦和レッズ         | ペトロヴィッチ           | 埼玉県        | 埼玉スタジアム2002 さいたま市駒場スタジアム               | J1 10位  |
| 大宮アルディージャ | 鈴木淳                   | 埼玉県        | NACK5スタジアム大宮                                       | J1 12位  |
| 柏レイソル         | ネルシーニョ             | 千葉県        | 日立柏サッカー場                                          | J2 優勝  |
| 川崎フロンターレ   | 相馬直樹                 | 神奈川県      | 等々力陸上競技場                                          | J1 5位   |
| 横浜F・マリノス    | 木村和司                 | 神奈川県      | 日産スタジアム ニッパツ三ツ沢球技場                       | J1 8位   |
| ヴァンフォーレ甲府 | 三浦俊也                 | 山梨県        | 山梨中銀スタジアム                                        | J2 2位   |
| アルビレックス新潟 | 黒崎久志                 | 新潟県        | 東北電力ビッグスワンスタジアム                            | J1 9位   |
| 清水エスパルス     | アフシン・ゴトビ         | 静岡県        | アウトソーシングスタジアム日本平                          | J1 6位   |
| ジュビロ磐田       | 柳下正明                 | 静岡県        | ヤマハスタジアム（磐田）                                  | J1 11位  |
| 名古屋グランパス   | ストイコビッチ           | 愛知県        | 名古屋市瑞穂陸上競技場                                    | J1 優勝  |
| ガンバ大阪         | 西野朗                   | 大阪府        | 万博記念競技場                                            | J1 2位   |
| セレッソ大阪       | レヴィー・クルピ         | 大阪府        | 大阪長居スタジアム キンチョウスタジアム                   | J1 3位   |
| ヴィッセル神戸     | 和田昌裕                 | 兵庫県        | ホームズスタジアム神戸 神戸総合運動公園ユニバー記念競技場 | J1 15位  |
| サンフレッチェ広島 | ペトロヴィッチ           | 広島県        | 広島ビッグアーチ                                          | J1 7位   |
| アビスパ福岡       | 篠田善之                 | 福岡県        | レベルファイブスタジアム                                  | J2 3位   |

- 監督については開幕時点のもの

## 監督交代
| チーム名           | 前監督         | 退任日   | 新監督   | 就任日   | 備考 |
| ------------------ | -------------- | -------- | -------- | -------- | ---- |
| アビスパ福岡       | 篠田善之       | 8月3日   | 浅野哲也 | 8月3日   |      |
| ヴァンフォーレ甲府 | 三浦俊也       | 8月6日   | 佐久間悟 | 8月6日   |      |
| 浦和レッズ         | ペトロヴィッチ | 10月20日 | 堀孝史   | 10月20日 |      |

## リーグ概要
東日本大震災の影響による日程延期のため、夏場の中断期間が消滅。平日開催の試合も増え、例年以上に厳しい日程のリーグ戦となった。
開幕後まず最初に飛び出したのは、2年ぶりのJ1復帰となる柏と、震災で大きな被害を受けた仙台だった。前年のJ2を独走で制した柏は、J2での勢いそのままに唯一の開幕3連勝でスタートダッシュに成功すると、一時的に仙台に首位を明け渡した第9節（4試合目）を除き、第4節（16試合目）まで首位をキープする。仙台は、ホームスタジアムのユアテックスタジアム仙台やクラブハウスが大きな損傷を受ける逆境の中、中断明けの第7節（2試合目）で川崎に逆転勝利を収めるなど開幕から12試合連続無敗（6勝6分け）を記録し、序盤は上位をキープする。
しかし仙台は第18節（13試合目）で清水に今季初黒星を喫すると、そこから9試合勝ち星無し（4分け5敗）で失速。入れ替わって柏を追ったのが木村和司体制2年目となる横浜FMで、第5節（17試合目）には柏に代わって首位に浮上した。また、序盤は中下位に位置していた名古屋、G大阪の2チームが調子を上げ、名古屋は第12節（7試合目）から第21節まで16試合無敗（11勝5分け）の快進撃を見せ、第21節に首位浮上。G大阪は開幕26試合連続得点かつ開幕18試合連続失点という派手なサッカーながら第16節（11試合目）からの18試合を12勝1敗5分けで急浮上し、第22節から第28節まで首位に立つ。第25節には、4位横浜FMと5位鹿島の勝ち点差は10にまで開き、この時点で優勝争いは柏、横浜FM、名古屋、G大阪の4強に絞られた。
終盤戦に入ると、まずは横浜FMが調子を落とし、優勝争いから脱落した。柏は第29節で首位に復帰すると、以後も取りこぼすことなく順調に勝ち点を重ねていく。しかし名古屋、G大阪も引き離されることなく柏を追走し、優勝争いは2年ぶりに最終節にもつれ込んだ。迎えた最終節、2位の名古屋は新潟に、3位のG大阪は清水にそれぞれ勝利。しかし、自力優勝を決められる立場にあった柏も浦和に快勝し、初優勝を達成した。J1昇格1年目でのリーグ制覇は、Jリーグ史上初の快挙となった。柏、名古屋、G大阪の上位3チームは、それぞれAFCチャンピオンズリーグ2012出場権を獲得。また、優勝した柏は開催国枠でのFIFAクラブワールドカップ2011出場権も獲得した。
下位チームの残留争いでは、福岡、山形の2チームが、開幕から大きく引き離されて17位、18位に低迷した。5年ぶりのJ1復帰となった福岡は開幕9連敗、14試合連続未勝利を喫するなどスタートに大きく躓き、監督交代後も劇的に立て直すまでには至らず、第30節に4試合を残して降格が確定。前年まで2年連続で残留を果たしていた山形も、リーグ最少の23得点と攻撃力不足に苦しみ、第31節に3試合を残して降格が確定した。山形は最後の6試合で6連敗を喫し、福岡にも抜かれての最下位に終わった。
残る1つの降格枠は川崎、新潟、大宮なども交えてもつれたが、終盤に入り浦和と甲府の争いに絞られた。リーグトップの年間予算を誇りながら、開幕から攻守が全く噛み合わなかった浦和は、第29節で降格圏の16位に転落するなど崖っぷちまで追い込まれたが、15位で迎えた第33節で福岡を破り、16位の甲府と勝ち点3差ながらも得失点差で大きく引き離して残留がほぼ確定。最終節では敗れたものの、ギリギリでの残留を果たした。甲府は得点ランキング2位の17得点を挙げたFWハーフナー・マイクを軸に最後まで追いすがったが、一歩及ばず、1年でのJ2再降格となった。
序盤を牽引した仙台は、夏場に入って一時10位まで順位を落としたものの、終盤戦には再び11試合連続無敗を記録し、最終的にクラブ史上最高となる4位に躍進。震災復興の象徴として、大きな旋風を巻き起こした。

## 順位表
| 順 | チーム                 | 試 | 勝 | 分 | 敗 | 得 | 失 | 差  | 点 | 出場権または降格                       |
| -- | ---------------------- | -- | -- | -- | -- | -- | -- | --- | -- | -------------------------------------- |
| 1  | 柏レイソル (C)         | 34 | 23 | 3  | 8  | 65 | 42 | +23 | 72 | ACL2012・CWC2011の出場権を獲得         |
| 2  | 名古屋グランパス       | 34 | 21 | 8  | 5  | 67 | 36 | +31 | 71 | ACL2012グループステージ1の出場権を獲得 |
| 3  | ガンバ大阪             | 34 | 21 | 7  | 6  | 78 | 51 | +27 | 70 | ACL2012グループステージ1の出場権を獲得 |
| 4  | ベガルタ仙台           | 34 | 14 | 14 | 6  | 39 | 25 | +14 | 56 |                                        |
| 5  | 横浜F・マリノス        | 34 | 16 | 8  | 10 | 46 | 40 | +6  | 56 |                                        |
| 6  | 鹿島アントラーズ       | 34 | 13 | 11 | 10 | 53 | 40 | +13 | 50 |                                        |
| 7  | サンフレッチェ広島     | 34 | 14 | 8  | 12 | 52 | 49 | +3  | 50 |                                        |
| 8  | ジュビロ磐田           | 34 | 13 | 8  | 13 | 53 | 45 | +8  | 47 |                                        |
| 9  | ヴィッセル神戸         | 34 | 13 | 7  | 14 | 44 | 45 | −1  | 46 |                                        |
| 10 | 清水エスパルス         | 34 | 11 | 12 | 11 | 42 | 51 | −9  | 45 |                                        |
| 11 | 川崎フロンターレ       | 34 | 13 | 5  | 16 | 52 | 53 | −1  | 44 |                                        |
| 12 | セレッソ大阪           | 34 | 11 | 10 | 13 | 67 | 53 | +14 | 43 |                                        |
| 13 | 大宮アルディージャ     | 34 | 10 | 12 | 12 | 38 | 48 | −10 | 42 |                                        |
| 14 | アルビレックス新潟     | 34 | 10 | 9  | 15 | 38 | 46 | −8  | 39 |                                        |
| 15 | 浦和レッズ             | 34 | 8  | 12 | 14 | 36 | 43 | −7  | 36 |                                        |
| 16 | ヴァンフォーレ甲府 (R) | 34 | 9  | 6  | 19 | 42 | 63 | −21 | 33 | J22012へ降格                           |
| 17 | アビスパ福岡 (R)       | 34 | 6  | 4  | 24 | 34 | 75 | −41 | 22 | J22012へ降格                           |
| 18 | モンテディオ山形 (R)   | 34 | 5  | 6  | 23 | 23 | 64 | −41 | 21 | J22012へ降格                           |

最終更新は2011年12月3日の試合終了時
出典: J. League Data Site
順位の決定基準: 1. 勝点; 2. 得失点差; 3. 得点数.
1 第91回天皇杯全日本サッカー選手権大会優勝クラブにもAFCチャンピオンズリーグ2012参加資格が与えられるが、同大会優勝クラブがJ1リーグ戦上位に入った場合は、リーグ戦次点のクラブに参加資格が与えられる。

## 得点ランキング
| 順位   | 選手                   | 所属               | 得点 |
| ------ | ---------------------- | ------------------ | ---- |
| 得点王 | ケネディ               | 名古屋グランパス   | 19   |
| 2      | ハーフナー・マイク     | ヴァンフォーレ甲府 | 17   |
| T3     | レアンドロ・ドミンゲス | 柏レイソル         | 15   |
| T3     | イ・グノ               | ガンバ大阪         | 15   |
| T3     | 李忠成                 | サンフレッチェ広島 | 15   |
| T6     | 赤嶺真吾               | ベガルタ仙台       | 14   |
| T6     | 前田遼一               | ジュビロ磐田       | 14   |
| T6     | 玉田圭司               | 名古屋グランパス   | 14   |
| T9     | 田中順也               | 柏レイソル         | 13   |
| T9     | ブルーノ・ロペス       | アルビレックス新潟 | 13   |

最終更新は2011年12月3日の試合終了時

出典: J.League Data Site

## 観客動員
| 順 | チーム             | 合計      | 最多   | 最小   | 平均   | 推移    |
| -- | ------------------ | --------- | ------ | ------ | ------ | ------- |
| 1  | 浦和レッズ         | 576,477   | 54,441 | 20,240 | 33,910 | −15.0%† |
| 2  | アルビレックス新潟 | 442,836   | 37,830 | 13,644 | 26,049 | −14.7%† |
| 3  | 横浜F・マリノス    | 357,647   | 37,725 | 7,104  | 21,038 | −18.0%† |
| 4  | 川崎フロンターレ   | 294,776   | 20,973 | 13,111 | 17,340 | −6.5%†  |
| 5  | 名古屋グランパス   | 284,590   | 28,515 | 6,793  | 16,741 | −16.2%† |
| 6  | ガンバ大阪         | 278,981   | 20,991 | 11,364 | 16,411 | −1.4%†  |
| 7  | 鹿島アントラーズ   | 274,655   | 25,061 | 7,810  | 16,156 | −22.9%† |
| 8  | 清水エスパルス     | 268,614   | 21,524 | 10,745 | 15,801 | −12.2%† |
| 9  | ベガルタ仙台       | 266,144   | 19,224 | 11,356 | 15,656 | −9.6%†  |
| 10 | セレッソ大阪       | 240,465   | 37,172 | 5,351  | 14,145 | −5.8%†  |
| 11 | ヴィッセル神戸     | 224,962   | 19,913 | 6,151  | 13,233 | +3.1%†  |
| 12 | サンフレッチェ広島 | 224,447   | 18,788 | 7,099  | 13,203 | −9.3%†  |
| 13 | ヴァンフォーレ甲府 | 205,808   | 21,589 | 6,893  | 12,106 | −2.4%†  |
| 14 | 柏レイソル         | 202,593   | 30,807 | 6,855  | 11,917 | +47.1%† |
| 15 | ジュビロ磐田       | 200,525   | 30,516 | 6,386  | 11,796 | −2.8%†  |
| 16 | アビスパ福岡       | 177,054   | 19,421 | 4,028  | 10,415 | +18.0%† |
| 17 | モンテディオ山形   | 158,527   | 18,008 | 5,053  | 9,325  | −20.3%† |
| 18 | 大宮アルディージャ | 154,681   | 12,221 | 5,627  | 9,099  | −17.7%† |
|    | リーグ合計         | 4,833,782 | 54,441 | 4,028  | 15,797 | −14.2%† |

最終更新：2011年12月3日
出典: 2011Jリーグ ディビジョン1 クラブ別入場者数J. League Division 1
註記：
† 昨シーズンはJ2でプレー。